# ایتالا، سیسیل
ایتالا (به ایتالیایی: Itala) یک کومونه در ایتالیا است که در استان مسینا واقع شده‌است.

## خصوصیات
ایتالا ۱۰٫۷ کیلومترمربع مساحت و ۱٬۶۸۷ نفر جمعیت دارد و ۲۱۰ متر بالاتر از سطح دریا واقع شده‌است.